# Мвита, Питер
Питер Мвита Мокам (англ. Peter Mwita Mokam; род. 1960) — танзанийский легкоатлет, выступавший в беге на короткие дистанции. Участник летних Олимпийских игр 1980 года, бронзовый призёр чемпионата Африки 1979 года.

## Биография
Питер Мвита родился в 1960 году.
В 1979 году завоевал бронзовую медаль чемпионата Африки в Дакаре в эстафете 4х100 метров. Сборная Танзании, за которую также выступали Алли Мвалиму, Дэвид Лукуба и Хуанме Чобанга, показала результат 41,71 секунды.
В 1980 году вошёл в состав сборной Танзании на летних Олимпийских играх в Москве. В беге на 100 метров занял в забеге 1/8 финала 6-е место с результатом 11,07, уступив 0,48 секунды попавшему в полуфинал с 4-го места Самсону Ойеледуну из Нигерии.

## Личный рекорд
- Бег на 100 метров — 10,2 (1980)[3]